# Villar de la Yegua
Villar de la Yegua település Spanyolországban, Salamanca tartományban. Villar de la Yegua Aldea del Obispo, Villar de Ciervo, San Felices de los Gallegos, Castillejo de Martín Viejo és Villar de Argañán községekkel határos. Lakosainak száma 155 fő (2024).

## Népesség
A település népessége az elmúlt években az alábbi módon változott:
| Lakosok száma | 297  | 272  | 235  | 215  | 208  | 196  | 197  | 174  | 160  | 155  |
|               | 2001 | 2004 | 2007 | 2009 | 2012 | 2014 | 2017 | 2019 | 2022 | 2024 |